# Dzong

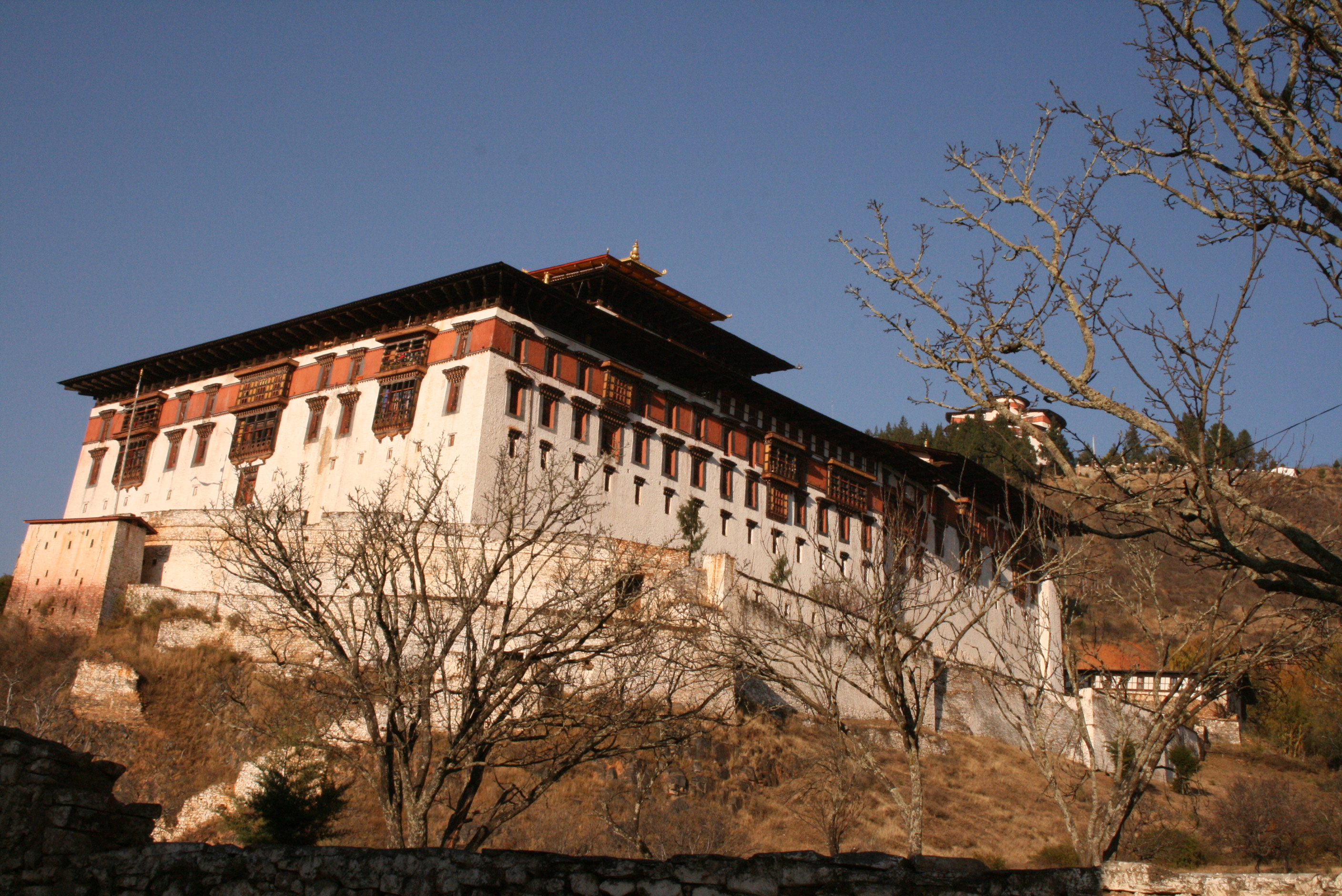
Lo dzong di Paro

Lo Dzong (lingua dzongkha: རྫོང་, fortezza) è una tipica costruzione diffusa nel Bhutan con funzione di centro religioso, militare, burocratico, amministrativo e sociale dei vari distretti.
Svolge tra l'altro funzioni di prefettura e di palazzo di giustizia: i cittadini si rivolgono allo dzong per chiedere un permesso o per affrontare una questione legale.
Le stanze all'interno dello dzong sono divise tra amministrative (come l'ufficio del penlop, il governatore) e quelle con funzioni religiose.
Gli dzong, per legge, devono essere costruiti rispettando (oltre alle regole di stile) la tradizione per cui è l'ispirazione mistica dei lama a dettarne dimensioni e caratteristiche, mentre sono gli astrologi-indovini a decidere il giorno più propizio per dare inizio ai lavori.
Accanto a queste fortezze si svolgono i cham, rappresentazioni in costume di ballo e teatro in cui i danzatori si muovono con vesti ocra e azzurre, indossando maschere che di solito rappresentano i vari animali, dai falconi alle tigri. Le trame variano, ma di solito il fine è celebrare la sottomissione del diavolo e la liberazione dagli spiriti maligni.
Lo dzong più celebre del Bhutan è Tashichoedzong di Thimphu, il più grande monastero del regno: ci sono tutti i ministeri, l'assemblea nazionale, la sala del trono e la residenza estiva del Je Khenpo, massima autorità spirituale del Paese.
Tra gli dzong più importanti c'è lo dzong di Punakha, dove sono conservati i resti del fondatore del Bhutan, lo Shabdrung Ngawang Namgyal.

## Curiosità
Il regista Bernardo Bertolucci ha girato molte scene del film "Il piccolo Buddha" nel Rinpung Dzong di Paro.